# Широка поляна (защитена местност)
Вижте пояснителната страница за други значения на Широка поляна.
Широка поляна е защитена местност в община Батак, област Пазарджик.
Разположена е на площ 100,2 ha. Обявена е на 25 април 1984 г. с цел опазване на красива местност за отдих и туризъм. Териториално се припокрива отчасти със защитената зона от Натура 2000 Западни Родопи по Директивата за опазване на дивите птици.
На територията на защитената местност се забраняват:
- всякакво строителство, извън утвърденото по устройствените проекти;
- разкриването на кариери, извършването на минно-геоложки и други дейности, с които се нарушава естествения облик на защитените местности;
- ловуването;
- събирането на семена от семенните бази и използване на сенокосните площи за добив на сено.[1]

Разрешава се в горите да се водят ландшафтни сечи с оглед запазване на характерния пейзаж.